# 矢部昭
矢部 昭（やべ あきら、1946年6月1日 - ）は、栃木県出身のプロゴルファー。

## 経歴
中学卒業後に就職先でゴルフを始めてプロを目指すようになり、1965年に19歳でプロテスト合格 。
レギュラー時代は172cm、64kgとプロの中では小柄ながらストレートボールを武器にするショットメーカーで、プロゴルフ界随一の軽量プロとして活躍。　　
1978年のくずは国際では初日に強風で各選手とも苦しむ中でアイアンショットが冴え、アウトを2アンダーでまとめて調子の波に乗り、インも3アンダーと伸ばし、5アンダー65で首位発進を決める。最終日にはブライアン・ジョーンズ（ オーストラリア）と横島由一に1打差付け、プロ14年目の31歳で初優勝を飾り 、2年ぶりの日本人大会勝利となった。長野県オープンでも小林富士夫・内田繁・新井規矩雄・石井裕士・関水利晃、ベン・アルダ（ フィリピン）、草壁政治・川田時志春を抑えて優勝。
1979年には静岡オープンで3日目に風速17mの突風で出場選手の半数以上が80台を叩く悪コンディションの中、「75」で3位に浮上。最終日の野口茂との優勝争いは最後までもつれたが、17番で6mを沈めバーディとして1歩抜け出して優勝し、2年連続開幕戦勝利を決める。
1980年には関東プロで公式戦初優勝を飾り 、自己最高の賞金ランキング6位に入った。かながわオープンでは初日に岩下吉久に次ぐと同時に泉川ピート・森憲二を抑え、田中文雄と並んでの2位タイでスタートし、最終日には田中をプレーオフで下して優勝。
1981年のオーストラリアン・マスターズではグレッグ・ノーマン、テリー・ゲール、鈴木規夫・中嶋常幸に次ぐ7位に入った。
1981年の日米対抗個人戦に初出場し、3日目には9番で2m、11番で4mのバーディーパットを決めて勢いづくと、15番で5m、17番では10mのロングパットを沈めてバーディーを奪う。最終18番では50cmの下りスライスラインを外してボギーとする手痛いミスも出たが、69をマークして4位と上位組で踏ん張った。最終日のスタートの1番では2打目がバンカーの顎の下で出すのに2つかかってダブルボギー覚悟もボギーで済み、気が楽になってからは1.5mから2mのパットが決まるようになり、2日連続の69をマークして日本勢最上位の2位と健闘。
1982年の日本オープンでは3日目に6バーディー、2ボギーでこの日ベストスコアタイの67をマークし、通算5アンダーで2位から首位に躍進。最終日も安定したゴルフを見せ、428mと距離の長い1番パー4でバンカーからの3打目を50cmに寄せてパーをセーブ。追う選手が苦戦する中、矢部は5番で初バーディーを奪うと、9番はボギーとしたが10、11番連続バーディーで後続を一気に突き放した。12番以降はパーにまとめて69とし、通算7アンダーは2位に5打差をつける快勝で、18番グリーンに向かいながら矢部は2度、3度とガッツポーズを繰り出した。多くの選手がフェアウエーキープのため、刻みに徹する中、矢部は積極的にドライバーを握った。当時、身長172cmながら体重が50kgしかないという超細身の体をしならせて振り切った。コントロールしようとするよりもしっかりと振り抜いたほうが曲がらないという信念があったが、一方でグリーンを狙うショットは徹底して安全策を取った。ショートアイアンでもグリーン中央に照準を定め、攻め過ぎてオーバーさせることを避け、勇気と冷静なマネジメントが融合したゴルフであった。
1983年のかながわオープンでは河野高明・東聡・秋富由利夫・河野和重に次ぎ、湯原信光・中村忠夫・豊田明夫・中村通と並んでの5位タイに入った。
その後は左手首を痛めるなど体調の方が十分でなかったが、1984年にはブリヂストン阿蘇で重信秀人・長谷川勝治と優勝争いを繰り広げ、1985年のマッチプレーでは高橋勝成と決勝で争い、ポカリスエットも青木基正と2差の2位を演じている。
1985年は開幕戦から関東プロまで出ずっぱりの15試合を予選落ちなし、5試合がベスト10入りと張り切ったが、夏バテとなって痩身を見舞い、夏以降は関東オープン7位、広島オープン5位があるだけで、後は散々の出来であった。それでもシーズン通じて予選落ちは5試合だけであり、平均パット数29.31は9位、平均ストローク72.49は21位を記録。
1987年には3月の開幕に備えて第一次キャンプを終え、全国的な大雪に見舞われた2月2日に藤原町の実家に向けて車を走らせていたが、降り続く雪は視界を遮り、東北自動車道の館林付近のカーブでブレーキを踏んだ途端にスリップ。ガードレールに激突して胸骨を骨折し、3ヶ月の重傷を負う。入院生活では手術して約1ヶ月後に何の気なしに掌を見たところ、タコが一つもなく、餅みたいに軟らかくなったほか、指関節は動かず、物を握ることもままならない状態で気が動転。べッドの中で始まったリハビリでは湯飲み茶碗を握ることから始まり、ベッドを離れるようになってからは階段の上り降りなど病院内を歩き回った。退院は4月下旬で入院生活は僅か3ヶ月足らずであったが、退院して1週間後に伊豆の温泉に行き、近くのトレーニングセンターに通い、自転車、 水泳、ランニングで体力を強化し、一時は0に等しかった握力も40kgを超えた。矢部は「トレーニングに出たい」という一念で我慢しきれず退院し、2週間後の5月7日からフジサンケイクラシックの会場に姿を現すと、顔を合わせたプロ仲間は思わず立ち止まって絶句し、若いプロの中には「本当に矢部さんですか」と聞いたものまでいた。
1987年はフジサンケイ1試合だけであったが、プロの視力を取り戻すことに成功し、1988年6月までプロとしての練習に打ち込むことが出来たほか、握力も左45、右50と戻り、飛距離は事故前よりも伸びる。
1988年は細い体をムチのようにしならせるショットが復活し、カムバック戦の関東プロこそ54位であったが、続く広島オープンは4日間アンダーパーの通算10アンダーで6位、日本プロ33位、新潟オープン19位であった。
1988年の全日空オープンを最後にレギュラーツアーから引退し、シニア入り後も活躍。年齢を重ねても研鑽を怠らず、グランドシニアやスーパーシニアの部で抜群の強さを発揮。
2014年に初出場した日本プロゴールドシニアで優勝し、連覇を狙った2015年は2位タイであった。

## 主な優勝

### レギュラー
- 1978年 - くずは国際、長野県オープン
- 1979年 - 静岡オープン
- 1980年 - ’80デサントカップ北国オープン、関東プロ、かながわオープン
- 1982年 - 日本オープン

### シニア
- 2007年 - HANDA CUP関東プログランドシニア
- 2008年 - 関東プログランドシニア
- 2014年 - スターツシニア